# TP-82
La TP-82 (ТП-82 en ruso) es una pistola soviética de tres cañones que era llevada por los cosmonautas en misiones espaciales.
Fue creada como ayuda en la supervivencia, para ser utilizada después de aterrizajes y antes de la recuperación en la tundra de Siberia. La TP-28 fue el resultado de las preocupaciones del cosmonauta Alexei Leonov después de quedarse varado en la tundra siberiana cuando su cápsula Voskhod tuvo un fallo. Él estaba preocupado porque la pistola de 9 mm suministrada con el equipo de supervivencia sería ineficaz ante la fauna siberiana, especialmente osos y lobos.
Los dos cañones superiores de ánima lisa utilizan el cartucho 12,5 x 70 (calibre 40), y el cañón estriado inferior utiliza el cartucho 5,45 x 39. La pistola podía ser empleada para cacería, para defenderse contra depredadores y para emitir señales de socorro sonoras y visuales. La culata desmontable también es un machete, que viene con una funda de tela.
Las TP-82 eran regularmente llevadas en las misiones espaciales soviéticas y rusas desde 1986 hasta 2006. Fueron parte del Equipo de Supervivencia-Emergencia del Programa Soyuz (Носимый аварийный запас, Nosimyi Avariynyi Zapas, NAZ). En 2007, los medios de comunicación informaron que la munición restante para la TP-82 se volvió inservible y que una pistola semiautomática regular sería utilizada en futuras misiones.